# Agua Escondida el Ocotal
Agua Escondida el Ocotal är en ort i Mexiko.   Den ligger i kommunen Altamirano och delstaten Chiapas, i den sydöstra delen av landet, 900 km öster om huvudstaden Mexico City. Agua Escondida el Ocotal ligger 704 meter över havet och antalet invånare är 169.
Terrängen runt Agua Escondida el Ocotal är varierad. Runt Agua Escondida el Ocotal är det glesbefolkat, med 16 invånare per kvadratkilometer. Närmaste större samhälle är El Prado Pacayal, 12,3 km nordväst om Agua Escondida el Ocotal. I omgivningarna runt Agua Escondida el Ocotal växer i huvudsak städsegrön lövskog.